# Silikatnaja
Silikatnaja (ros. Силикатная) – towarowa stacja kolejowa w miejscowości Mohylew, w obwodzie mohylewskim, na Białorusi.